# یواس‌اس هارمون (دی‌ئی-۶۷۸)
یواس‌اس هارمون (دی‌ئی-۶۷۸) (به انگلیسی: USS Harmon (DE-678)) یک کشتی بود که طول آن ۳۰۶ فوت (۹۳ متر) بود. این کشتی در سال ۱۹۴۳ ساخته شد.